# 20284 Андрєйлєвін
20284 Андрєйлєвін (1998 FL58, 1979 OQ4, 20284 Andreilevin) — астероїд головного поясу, відкритий 20 березня 1998 року.
Тіссеранів параметр щодо Юпітера — 3,625.